# هوكون السادس
هوكون السادس (بالنرويجية: Håkon، بالسويدية: Håkan؛ حوالي أغسطس 1340 - 11 سبتمبر 1380)، المعروف أيضًا باسم هاكان ماجنوسون، كان ملك النرويج منذ 1343 حتى وفاته وملك السويد بين 1362 و 1364. كان «هوكون» الابن الأصغر لـ «ماغنوس الرابع»، ملك كُل من النرويج والسويد، كان من المُفترض أن يخلف شقيقه الأكبر «إريك» والده «ماغنوس» على عرش السويد، بينما أصبح «هوكون» ملكًا على النرويج في حياة والده. فضل «ماغنوس» «هوكون» على «إريك» بشدة، مما أدى إلى تمرد الأخير واستيلائه على جنوب السويد.،توفي «إريك» عام 1359، وأصبح «هوكون» حاكمًا مُشاركًا للسويد مع والده بعد ثلاث سنوات. حكم الاثنان السويد معًا حتى عام 1364، عندما تم خلعهما وتعيين ابن عمته «ألبرت من مكلنبورغ»، من قبل زُمرة من النُبلاء السويديين المنفيين بقيادة «بو جونسون»، حاول «هوكون» و«ماغنوس» استعادة العرش السويدي، لكن دون جدوى.
في عام 1363، تزوج «هوكون» من «مارغريتا»، ابنة فالديمار الرابع ملك الدنمارك، أدى الزواج، الذي كان بحد ذاته عُنصرًا مُهمًا في الصراع على السلطة في بلدان الشمال الأوروبي، إلى ولادة ابن واحد «أولاف»، لم تنته صراعات «هوكون» المُستمرة مع حموه إلا بوفاة هذا الأخير في عام 1375، انتهز «هوكون» الفرصة لانتخاب ابنه خليفة لـه، مُتغلبًا على مزاعم أقارب «ألبرت» شقيقه الأكبر وزوجته.
عند وفاته عام 1380 خلف «هوكون» «أولاف»، مع «مارغريتا» كوصي على العرش. توفي «أولاف» بدون أطفال بعد سبع سنوات، وشرعت أرملة «هوكون» في فرض سُلطتها على الممالك الاسكندنافية الثلاث كأول ملكة لها.

## الحياة المُبكرة
ولد «هوكون» في عام 1340 (ربما في مُنتصف أغسطس)، على الأرجح في السويد، على الرغم من أن تاريخ ومكان ولادته لا يزالان مجهولين. كان الابن الأصغر لـ«ماغنوس إريكسون» ملك السويد والنرويج و«بلانش من نامور». كان شقيقه الأكبر «إريك» ملكًا مُنافسًا للسويد في معارضة والده بين عامي 1356 و 1359. كان «هوكون» وعائلته ينتمون إلى آل بيلبو، الذي خلف آل إريك في السويد وآل سفير في النرويج. كان «هوكون» أحد أحفاد «هوكون الخامس» ملك النرويج من خلال ابنته الشرعية الوحيدة، «إنغبورغ»، وكان يُعتبر وريثًا مُقبولًا للعرش من قبل النبلاء النرويجيين. سلف آخر جدير بالملاحظة لـ«هوكون»، من خلال جده لأبيه «إريك ماجنوسون»، دوق سودرمانلاند، هو «ماغنوس الثالث» ملك السويد.

## عرش النرويج

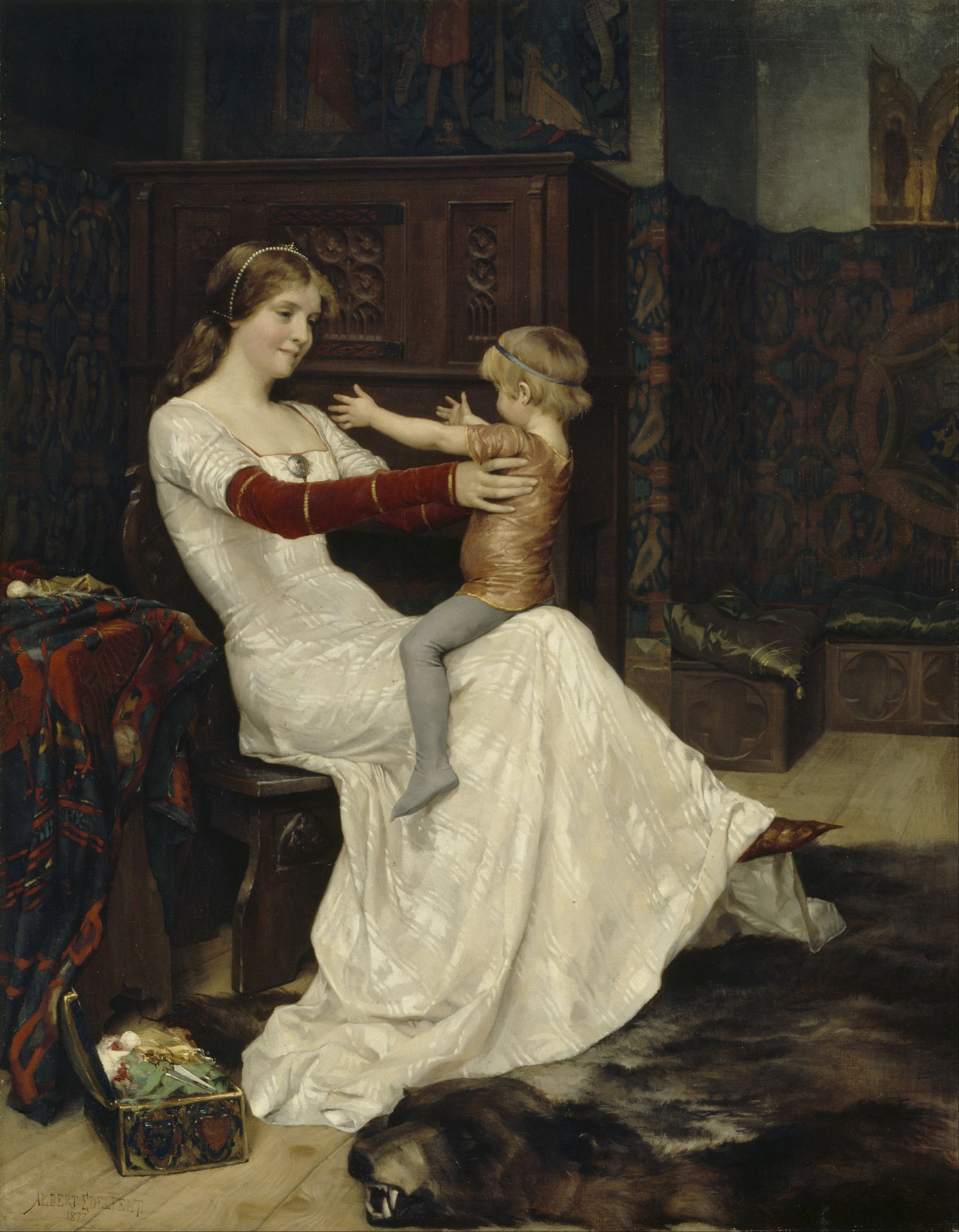
هوكون على رُكبة والدته، بريشة «ألبرت إديلفيلت» 1877. مُتحف أتينيوم.

نشأ «هوكون» في النرويج، من أجل إعداد الأمير الشاب لحكم المملكة فيما بعد. خلال أوائل خريف عام 1343، حضر أبرز أعضاء المجلس النرويجي للمملكة اجتماعًا مع «ماغنوس» في قلعة فاربرغ. في 15 أغسطس 1343، صدرت رسائل في جميع أنحاء النرويج والسويد تفيد بأن الملك والمجلس قد قررا وضع «هوكون» على عرش النرويج. بعد مرور عام تقريبًا، اجتمع ممثلو المدن والجمهور في قلعة بوهوس، حيث أشادوا بـ«هوكون» ملكًا لهم وأقسموا لهُ الولاء. على الرغم من أن الاجتماع في قلعة بوهوس قد أقام روابط تاريخية مع النظام الملكي الانتخابي القديم في النرويج، إلا أن وثائق التزكية التي أنشأها مجلس المملكة نصت على أن «هوكون» كان سيحكم على أجزاء مَحدودة من النرويج فقط، كما تم توثيقه بعناية أن قانون الخلافة النرويجي سيُطبق إذا مات دون ترك ابن شرعي، وبالتالي ضمان التمسك بالملكية الوراثية. بعد ذلك، سيكون شقيقه الأكبر «إريك» ونسله هو التالي في ترتيب العرش النرويجي، لكن الحكم أصبح موضع نقاش عندما توفي «إريك» عام 1359. تمت المُصادقة على الاجتماعات في قلعة فاربرغ عام 1343 وفي قلعة بوهوس عام 1344 بشكل صحيح في اجتماع آخر في مدينة بيرغن الساحلية في أواخر عام 1350.
تنازل «ماغنوس» عن عرشه النرويجي في وقت ما بين 8 و 18 أغسطس في عام 1355، ثم حكم «هوكون» كملك وحيد للمملكة، على الرغم من أن والده استمر في السيطرة على النرويج خلال السنوات التالية، وإن لم يعُد بالاسم. كان أول حدث موثق لعب فيه «هوكون» دور الملك والحاكم الوحيد على مملكته في 22 يناير 1358، كان عندما أرسل خطاب الموافقة على الامتيازات في العاصمة أوسلو. تم تقسيم النرويج في الواقع بين «هوكون» و«ماغنوس»، طلب «ماغنوس» تحديدًا أراضي هولوغالاند والجزر النرويجية في بحر الشمال في اجتماع التصديق في بيرغن عام 1350، كما احتفظ «ماغنوس» بأراضي تونسبيرغ وشين، وكان أيضًا الحاكم الحقيقي على أراضي بورغار ومعظم بوهوسلان التي كانت تحتلها الملكة «بلانش» كإقطاعيات شخصية. وبسبب هذا تمركزت مملكة «ماغنوس» في الجنوب الشرقي، مقابل الريف الجنوبي السويدي ومقاطعة سكانيا التي تُسيطر عليها السويد.

## عرش السويد

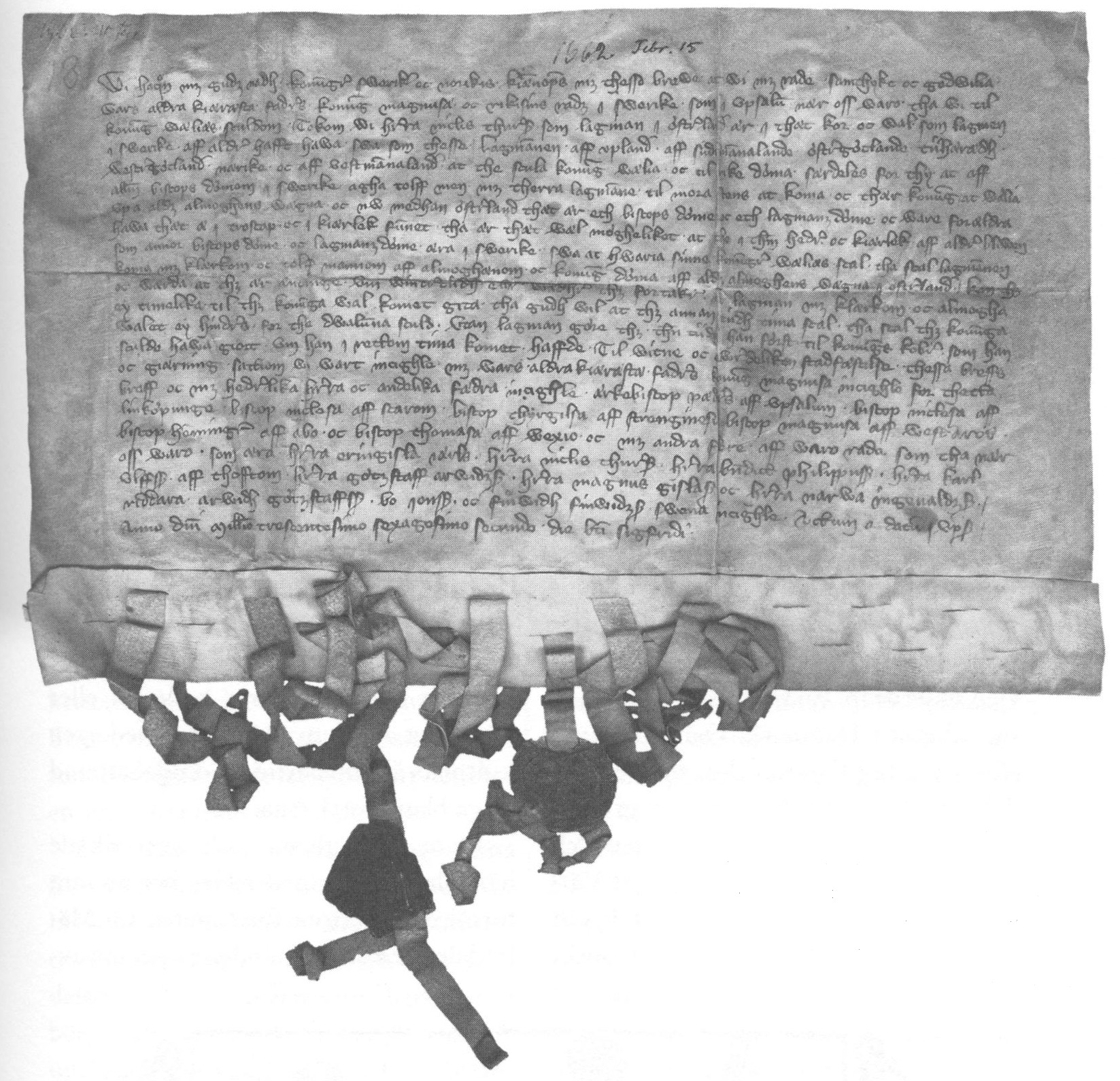
إخطار «هوكون» لفنلندا عام 1362 بانتخابه ملكًا على السويد.

كملك سُحب «هوكون» على الفور الى الصراع الداخلي لوالده في السويد، حيث تحول الصراع المُتزايد في النهاية إلى حرب مفتوحة، كان «إريك» مُستاءًا من حكم والده، على الأرجح لأنه لم يتم منحه عضوية في المجلس السويدي للمملكة، وبسبب المحسوبية التي أظهرها «ماغنوس» لابنه الأصغر. مع «إريك» كشخصية ثورية، ثار جزء من النبلاء الأقوى في السويد في تمرد ضد حكم «ماغنوس»، لم يدم التمرد طويلًا وصنع «ماغنوس» و«إريك» السلام مع بعضهما البعض بعد عام من اندلاع الصراع. رُقي «إريك» "الثاني عشر" إلى مرتبة ملك السويد، وأصبح حاكمًا مُشاركًا مع والده في اتفاقية السلام اللاحقة، كما تم منح «إريك» السيادة على جنوب السويد. استغرق الأمر مُنعطفا دراماتيكيا عندما توفي «إريك» فجأة بسبب الطاعون في عام 1359. وفقًا لاتفاقية السلام بين الأب والابن الأكبر في عام 1357، سُرعان ما خلع النبلاء السويديون «ماغنوس» وانتخبوا «هوكون» ملكًا للسويد في أوبسالا في 15 فبراير 1362، من 1357 «هوكون» كان قد نصب نفسه "حاكم السويد"، لكنه أسقط هذا اللقب عند انتخابه ونصب نفسه "ملك النرويج والسويد".

## الزواج

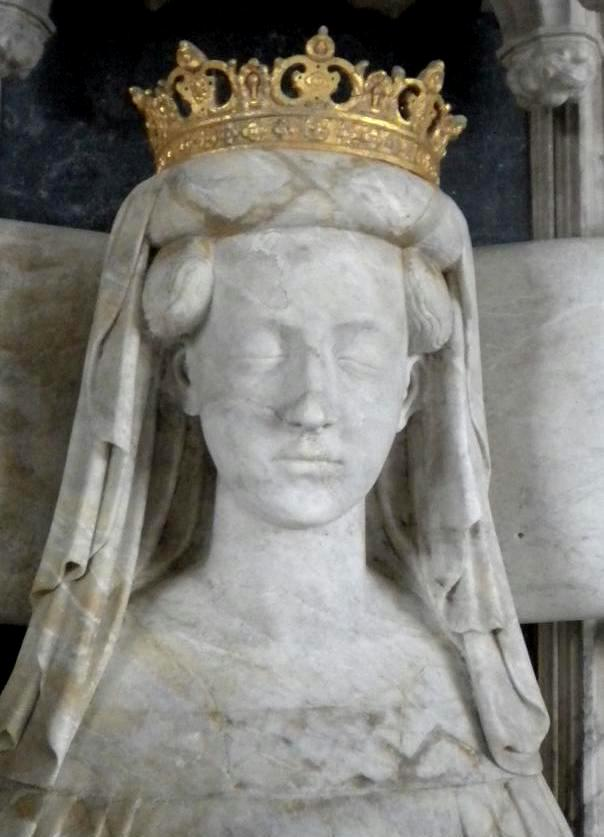
مارغريتا الأولى.

في عام 1359، كانت «مارغريتا»، الابنة الصغرى لـ«فالديمار الرابع» ملك الدنمارك، مخطوبة إلى «هوكون» في عقد زواج يُقصد به أن يكون جزءًا من مُعاهدة تحالف أكبر بين «ماغنوس» و«فالديمار». كان يُفترض أن «فالديمار» سيساعد «ماغنوس» في التمرد المذكور أعلاه، الذي بدأه ابنه الأكبر «إريك»، بغزو مُقاطعة سكانيا، التي رهنها «كريستوفر الثاني» ملك الدنمارك قبل وفاته في عام 1332 إلى «ماغنوس» وظل تحت الحكم السويدي منذ ذلك الحين. سيحصل «فالديمار» بدوره على قلعة هيلسينجبورج كتعويض عن تلك المساعدة، ولكن في يونيو 1359 توفي «إريك» بشكل غير متوقع بسبب الطاعون وحاول «ماغنوس» التراجع عن وعده بإعادة القلعة إلى التاج الدنماركي. كان «فالديمار» حاكمًا طموحًا للغاية لدرجة أنه لم يتمكن من تفكيك خطته لإعادة تجميع المملكة الدنماركية، ولذا شرع في غزو سكانيا في عام 1360 بجيشه المُرتزقة. احتلت القوات الدنماركية المقاطعة بسرعة وبدأت في محاصرة قلعة هيلسينجبورج، مما أجبر الحامية السويدية في النهاية على الاستسلام وتسليم القلعة. عندما تم الاستيلاء على القلعة، استعاد «فالديمار» سيطرته على سكانيا بالكامل، وعندما أثبت «ماغنوس» أنه غير قادر على استعادة المقاطعة بالقوة، عاد ببساطة إلى الحكم الدنماركي. أدى استمرار الخلاف بين المملكتين إلى تأجيل عقد الزواج لبضع سنوات حتى تصالح الطرفان في نهاية المطاف في عام 1363؛ تزوج «هوكون» و«مارغريتا» في ذلك العام في كاتدرائية كوبنهاغن. كان زواج «مارغريتا» يُعتبر على نطاق واسع جزءًا من صراع القوى الاسكندنافية.

## التمرد في السويد

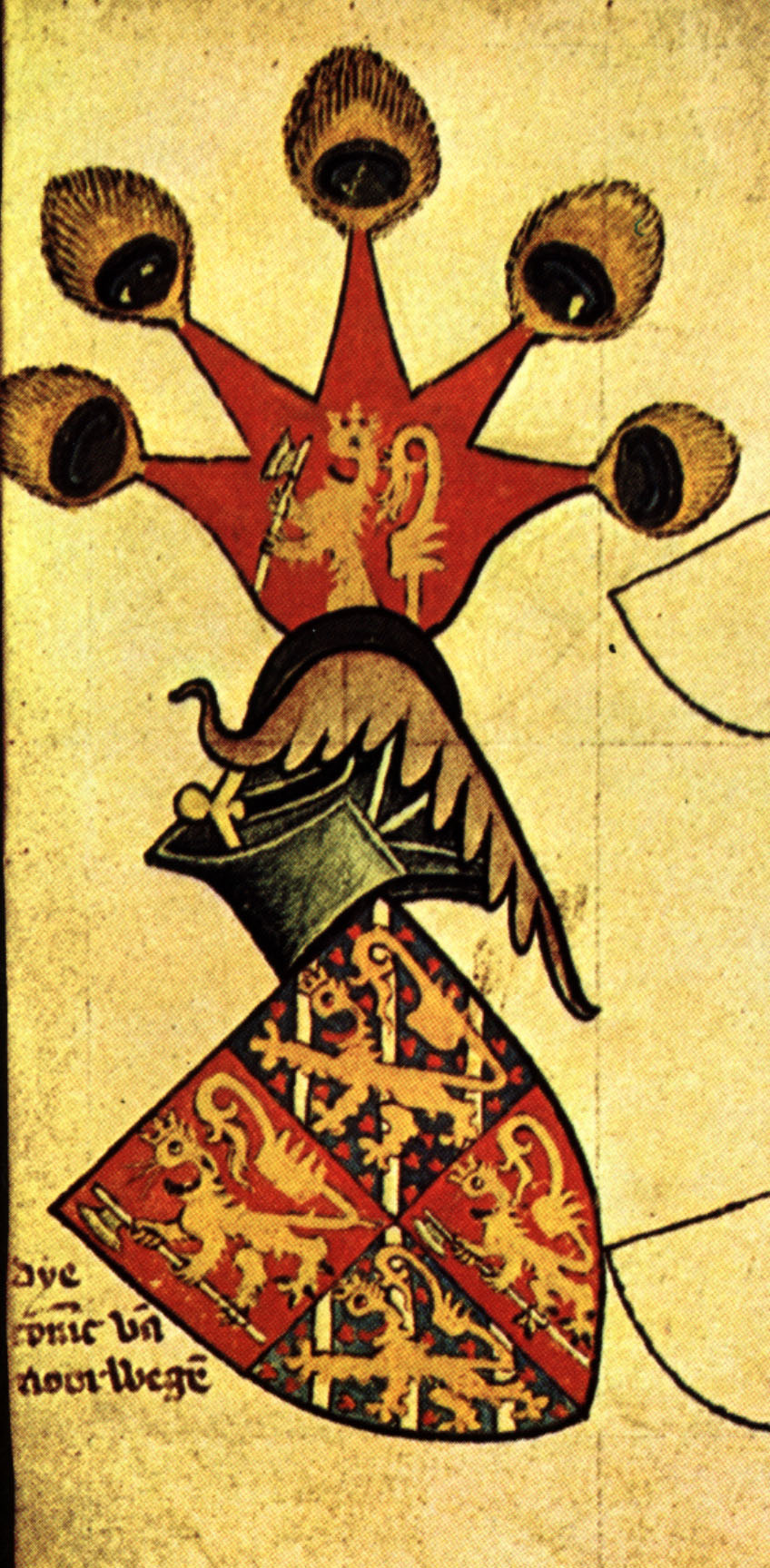
شعار «هوكون» كملك للنرويج والسويد.

في عام 1363، وصل أعضاء سابقون في المجلس السويدي للمملكة بقيادة «بو جونسون» إلى بلاط دوقية مكلنبورغ شفيرين. أقنع النبلاء السويديون على الفور دوق مكلنبورغ «ألبرت الثاني»، الذي كان له نفوذ في شؤون السويد من خلال الزواج من أخت «ماغنوس» «أوفيميا»، للتدخل ضد «ماغنوس» و«هوكون» في السويد وعزلهما، وتعيين نجلهما «ألبرت» ملكً على السويد. في عام 1364، حشد الدوق «ألبرت» دعمًا عسكريًا من العديد من النبلاء الألمان الشماليين الأقوياء وشرع في غزو السويد، فسيطر عليها سريعًا ثم نصب ابنه ملكًا جديدًا. في نوفمبر 1365، تم الترحيب رسميًا بـ«ألبرت» الأصغر كملك السويد الجديد، على الرغم من أنه تم تتويجه بالفعل في 18 فبراير 1364. لجأ «ماغنوس» مع ابنه إلى النرويج حيث خططوا على الفور لإعادة احتلال السويد. بعد الغزو، تم إنشاء هدنة مؤقتة بين الطرفين المتحاربين، وعلى الرغم من أن «هوكون» و«ماغنوس» فقدا السيطرة على جزء كبير من السويد، إلا أنهما ما زالا يُسيطران على المُقاطعات المُهمة مثل فاسترجوتلاند ودالسلاند وفارملاند.
في أوائل عام 1365، قام «هوكون» و«ماغنوس» بتجميع جيش كبير في فاسترجوتلاند، يتكون أساسًا من النرويجيين، ولكن أيضًا عدد كبير من السويديين من المقاطعة المذكورة، وساروا الى مدينة ستوكهولم التي يُسيطر عليها الألمان. في 27 فبراير، أصدر «هوكون» إعلانًا ضد «ألبرت مكلنبورغ» وأنصاره، شجع السكان المحليين على إثارة التمرد ضد الغاصب الألماني. دخل الجيش النرويجي أوبلاند عبر فاستيراس واشتبك مع الجيش السويدي الألماني في معركة جاتاسكوجين الكارثية حيث تعرض «هوكون» و«ماغنوس» لهزيمة مدمرة وأسر الألمان «ماغنوس»؛ الذي بقي في الأسر لمُدة ست سنوات.
كانت السياسة الخارجية الرئيسية لـ «هوكون» الآن هي استعادة السويد من الألمان ووالده من الأسر. كان لا يزال غرب السويد في حيازته ووجد أنه يمكنه الاعتماد على دعم العديد من النبلاء الذين كانوا مُستائين من الألمان. استمرت الحرب بين النرويج والسويد، وسرعان ما وجد «هوكون» نفسه في حاجة إلى حُلفاء. دخل في تحالف مع الملك «فالديمار»، والد زوجته، الامر الذي أزاح لاحقًا تركيز السياسة الخارجية النرويجية الى الشرق، بدلاً من الغرب. بعد صراع مضطرب وحرب ضد مدن ألمانيا الشمالية والرابطة الهانزية، كان «هوكون» حرًا مرة أخرى في تحويل انتباهه إلى السويد، وشن حملة ناجحة ضد الألمان في السويد. انتهت الحملة العسكرية في حصار ستوكهولم عام 1371، حيث بدا أن «هوكون» يستطيع هزيمة الألمان بشكل حاسم والانتقام لهزيمته في معركة جاتاسكوجين؛ لكن «ألبرت» وأنصاره الألمان تمكنوا من الصمود في وجه الحصار واضطر «هوكون» للتوقيع على معاهدة سلام. تم التوقيع على المعاهدة في 14 أغسطس 1371، وكان على «هوكون» أن يكتفي بإطلاق سراح والده من الأسر مقابل فدية كبيرة. عند إطلاق سراحه، استأنف «ماغنوس» حكم نطاقاته المُتبقية في النرويج والسويد حتى وفاته عام 1374 بعد ثلاث سنوات فقط.

## السياسات الخارجية في الشرق

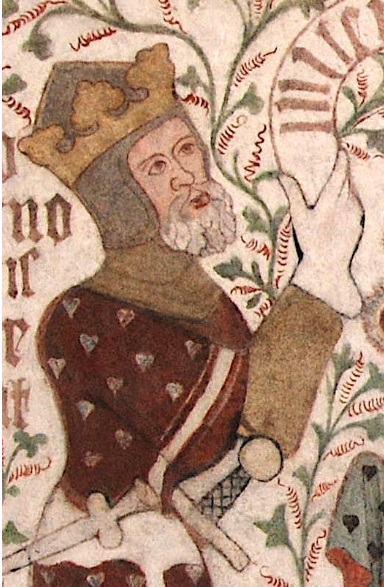
«فالديمار الرابع» ملك الدنمارك، والد زوجة «هوكون» ومُنافسه.

في عام 1361، غزا «فالديمار» مقاطعة سكانيا السويدية، وكذلك جزيرتي أولاند وغوتلاند، واستولى على المدينة الهانزية الرئيسية فيسبي في هذه العملية. في عام 1361، أطلق أسطول الرابطة الهانزية هجومًا مضادًا على الأسطول الدنماركي، بلغ ذروته في معركة هيلسينجبورج التي ألحق فيها الأسطول الدنماركي هزيمة مدمرة بأسطول العصبة. علاوة على ذلك، اضطرت العصبة إلى قبول هُدنة مُذلة، مما أدى في النهاية إلى معاهدة فوردينجبورج غير المواتية، والتي حدت بشدة من قوة ونفوذ العصبة. في النرويج، حوّل «هوكون» شؤونه السياسية والخارجية نحو الشرق، وكانت استعادة مملكته السويدية على وجه الخصوص أقوى دافعه للتحالف مع المملكة الدنماركية المتعافية. هدد التحالف بين النرويجيين والدنماركيين بتحويل القوة السياسية والعسكرية في مناطق الشمال والبلطيق، وفي عام 1365 أجبرت سلسلة من الاحتجاجات الألمانية في مدينة بيرغن في النهاية المكتب الهانزي في بريجن في المدينة على إغلاقه حتى 1366، الذي أضر مؤقتًا بتجارة المملكة. لم يكن «فالديمار» قادرًا على فرض السلام الهش مع المُدن الهانزية، وفي عام 1367 أسست العصبة اتحاد كولونيا ضد الدنمارك والنرويج لمواجهة الطموحات المتزايدة للملكين المُتحالفين. جدد الاتحاد تحالفه مع السويد التي تسيطر عليها ألمانيا وقام بتجميع أسطول كبير من السفن الحربية وبعد ذلك هاجم الساحل النرويجي واستمر في الهجوم طوال الطريق إلى أغدر (فست أغدر وأوست أغدر). أيضًا، أطلق الاتحاد حملة ناجحة ضد «فالديمار» في الدنمارك، والتي تبين أنها كارثية لخُطط «فالديمار» لإعادة تجميع المملكة الدنماركية. داهم الاتحاد ونهب الساحل الدنماركي، وغزا مقاطعة سكانيا التي تسيطر عليها الدنمارك، واستولى حتى على مدينة كوبنهاغن ونهبها من خلال حصار ناجح. هذا، بالإضافة إلى النبلاء المُتمردين في جوتلاند، أجبر «فالديمار» على الفرار من مملكته خلال عيد الفصح عام 1368. وإدراكًا لعدم جدوى حرب طويلة ومكلفة، بالإضافة إلى دعم «هوكون» المتذبذب للصراع الكارثي، عين «فالديمار» صديقه ومستشاره، «هينينج بوديبوسك»، للتفاوض على السلام مع الاتحاد في غيابه. وافق الاتحاد على هدنة، ولكن فقط على وعد بأن يعترف «فالديمار» بحقهم في الإعفاء الضريبي على التجارة عبر بحر البلطيق بأكمله وحقوق الصيد المُتجددة في أوريسند. بالإضافة إلى ذلك، أجبر الاتحاد «فالديمار» على منح الرابطة الهانزية قدرًا كبيرًا من التأثير على انتخابات الملك الدنماركية المُستقبلية، بما في ذلك حق النقض ضد أي مُرشح للعرش. أخيرًا وضع الاتحاد عدة مدن على ساحل سكانيا وقلعة هيلسينجبورج تحت سيطرة الرابطة الهانزية لفترة مُحددة بلغت خمسة عشر عامًا.

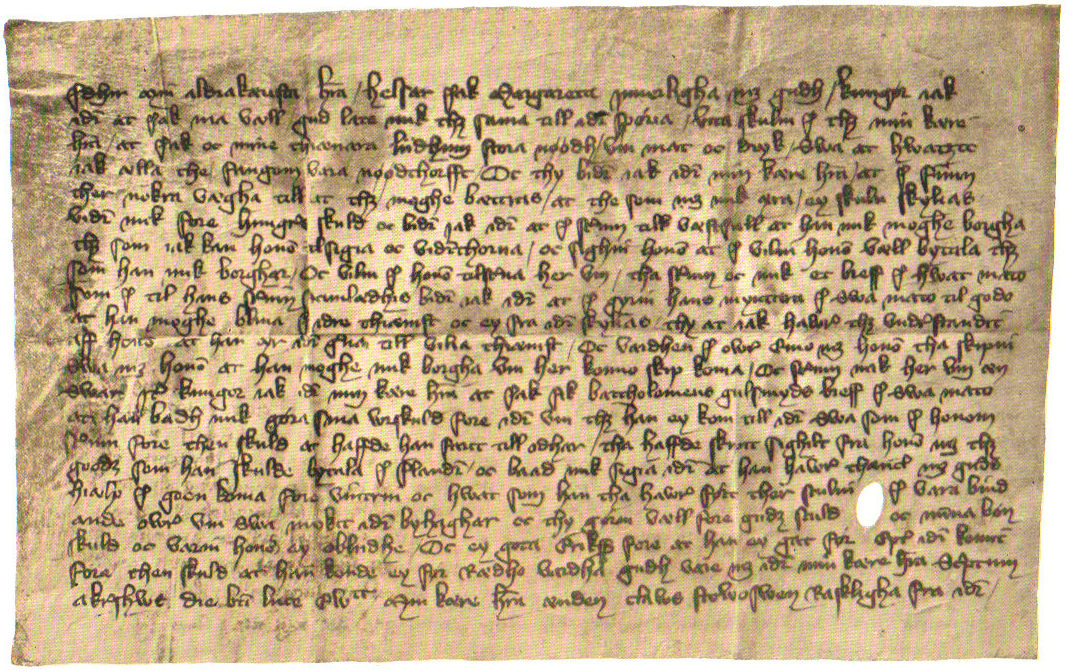
صفحة من رسالة «مارغريتا» إلى «هوكون»، حوالي 1370.

في 24 مايو 1370، وقع مُمثلون من المدن الهانزية والدنمارك والنرويج معاهدة شترالسوند في قلعة بوهوس التي أنهت الحرب بينهما رسميًا، وتضمنت المُعاهدة تمديدًا للهدنة المحددة بالفعل لمدة خمس سنوات إضافية. من خلال هذه المعاهدة، وصلت الرابطة الهانزية إلى ذروة قوتها في المنطقة مع احتكار فعلي للتجارة. كانت الهزيمة على يد المدن الهانزية ضربة مذلة أخرى لسياسات «هوكون» الخارجية في الشرق. لم تضعف سلطة الملك تدريجيًا فقط تحت الضغط المتزايد وتأثير المدن الهانزية، بل عانت التجارة النرويجية أيضًا نتيجة الاحتكار الهانزي. أصبح «هوكون» أقل اهتمامًا بالشؤون الدنماركية في أعقاب الإخفاقات العسكرية ضد المُدن الهانزية، وسيحول انتباهه مرة أخرى إلى سياسته الخارجية الرئيسية لاستعادة السويد من الألمان، وهو الأمر الذي كان سيحقق نجاحًا محدودًا به في السنوات التالية. ومع ذلك، سيكتسب «هوكون» اهتمامًا مُتجددًا بالشؤون الدنماركية عندما ظهرت فرصة انتخاب ابنه ملكًا على الدنمارك عند وفاة «فالديمار» في عام 1375.

## الخلافة الدنماركية
في 24 أكتوبر 1375، توفي «فالديمار» بسبب المرض في قلعة جوري في زيلاند. يجب أن يتم انتخاب الملك الجديد من قبل المجلس الدنماركي للمملكة وأي مُرشح مُحتمل يجب أن تتم الموافقة عليه من قبل الرابطة الهانزية. بما أن «فالديمار» لم يترك خلفًا واضحًا للعرش، فقد تم تقديم مرشحين اثنين للانتخابات، اقترح «هوكون» و«مارغريتا» ابنهما الوحيد، «أولاف»، كمطالب للعرش. صهرهم «هنري مكلنبورغ» (أرمل شقيقة «مارغريتا» الأكبر سنا «إنجبورج» وابن آخر لعمة «هوكون» «أوفيميا») اقترح بدوره ابنه (ابن أخيهما) «ألبرت» كمطالب مُنافس. بعد أن فقد «هوكون» بالفعل جزءًا كبيرًا من مملكته السويدية لصالح الألمان، بذل جهودًا كبيرة ومكلفة لضمان وصول ابنه إلى العرش الدنماركي. لتحقيق ذلك، اقترض «هوكون» مبالغ كبيرة من المال وعرضها على الرابطة الهانزية مقابل حياد العصبة في الانتخابات القادمة، والتي وافقوا عليها على الفور. بالإضافة إلى ذلك، كان المجلس الدنماركي للمملكة أكثر ميلًا إلى اتحاد وتحالف مُحتمل مع النرويج، ويرجع ذلك إلى حد كبير إلى المشاعر المُعادية لألمانيا داخل المجلس، والتردد العام في وجود حاكم ألماني ثان في الدول الاسكندنافية. في 3 مايو 1376، تم انتخاب «أولاف» ملكًا في سلاجيلس خلفًا لجده. أثبتت الانتخابات أنها انتصار كبير لـ«هوكون» ولطموحاته الخارجية، حيث قلص النفوذ الألماني بينما وسع نفوذه بشكل كبير على مُعظم الدول الاسكندنافية.

## السياسات الداخلية
في عام 1349، دخل الموت الأسود إلى بيرغن على متن سفينة تجارية إنجليزية، مما أسفر عن مقتل ما بين 50٪ و 60٪ من السُكان، وترك المملكة في فترة تدهور اجتماعي واقتصادي. لقد انهار الإطار المالي للمملكة تقريبًا مع اجتياح الطاعون، كما أن السياسات الخارجية العدوانية لـ «هوكون» ستلحق أيضًا خسائر فادحة باقتصاد المملكة المتدهور. في عام 1371، دفع «هوكون» لإطلاق سراح والده من السجن الألماني مقابل فدية كبيرة قدرها 12000 مارك فضي، والتي كانت وحدها أكثر من الدخل الضريبي العادي للمملكة قبل اندلاع الطاعون. كان لا بد من فرض ضريبة خاصة على رعايا «هوكون» لدفع الفدية. في عام 1379، حل «هوكون» نزاع الخلافة على إيرلدوم أوركني، وهي مقاطعة نرويجية تقع داخل مملكة اسكتلندا. في 2 أغسطس من العام نفسه، في مارستراند بالقرب من تونسبيرج، استثمر «هوكون» وأكد لقب إيرل أوركني على «هنري سنكلير»، بارون روسلين لدحض مطالبة مُنافسه، ابن عمه «ماليس سبير». في المقابل، تعهد «سنكلير» بتجهيز قوة مكونة من 1000 من النبلاء قبل 11 نوفمبر من نفس العام، وعندما تمت دعوتهم، كان من المُقرر أن يخدم الملك النرويجي في أوركني أو في مكان آخر مع 100 رجل مسلح ومجهز لمدة تصل إلى ثلاثة أشهر. كضمان لدعم هذا الترتيب، كان على «سنكلير» أن يترك وراءه رهائن قيمة عندما غادر إلى أرضه. من غير المعروف ما إذا كان «هوكون» قد حاول استدعاء القوات التي تعهد بها «سنكلير»، أو ما إذا كان المبلغ المتفق عليه قد تم دفعه بالكامل بالفعل. قبل وقت قصير من وفاته عام 1380، سمح «هوكون» للرهائن بالعودة إلى ديارهم. علاوة على ذلك، طوال فترة حكم «هوكون»، ورد أنه كان لديه علاقة غير إشكالية بالكنيسة. أيضًا، طوال فترة حكمه، خاصة بعد خسارة السويد للألمان، تعهد عدد ملحوظ من النبلاء السويديين بدعم «هوكون» واستقروا على الأراضي النرويجية. كان السبب المقبول عمومًا هو استياءهم من المغتصب الألماني وتفضيله تجاه أقاربه. لذلك فمن الغريب أن النبلاء الألمان من مكلنبورغ قد دخلوا خدمة «هوكون» خلال فترة حكمه.

## السياسات العسكرية
طوال فترة حكم «هوكون»، تم أعادة هيكلة الجيش النرويجي على نطاق واسع. تم تغيير الهيكل العسكري من التجنيد التقليدي للفلاحين إلى السيطرة المُباشرة للحُكام النرويجيين المخلصين. اتبع سلفه النرويجي سياسة داخلية لإنشاء خدمة مدنية وظيفية في مملكته، أمتدت أيضًا إلى الجيش. ومع ذلك، لم يستمر «هوكون» في ذلك، بحيث اختار نقل المزيد من السلطة والمسؤوليات العسكرية إلى الحُكام المخلصين. نتيجة لذلك، أصبح «هوكون» قادرًا على حشد جيوش أكبر بكثير، لكن الحفاظ على هذا النظام أصبح مكلفًا بشكل مُتزايد. بسبب الحرب ضد السويد والسياسات النرويجية العدوانية في الشرق، اضطر «هوكون» إلى الرهن والاقتراض على نطاق غير مُسبوق للحفاظ على جيوشه، واضطر إلى الاعتماد بشكل مُتزايد على النبلاء النرويجيين والتجار الألمان الأغنياء. سيؤدي الارتفاع الكبير في الديون الخارجية في النهاية إلى تحويل السلطة السياسية في النرويج، وإضعاف سلطة الملك تدريجيًا.

## الحياة اللاحقة والموت
مع اقتراب أيامه الأخيرة، كان «هوكون» مُنهكًا بسبب الحرب شُبه المُستمرة والصراع المتوتر مع ابن عمته «ألبرت من مكلنبورغ». وقد تم التكهن بأن هذا، بالإضافة إلى الصعوبات المالية الكبيرة في عهد «هوكون»، ربما تكون قد ساهمت في وفاته المبكرة. لم يتوقف «هوكون» أبدًا عن متابعة مسؤوليته الموروثة لاستعادة الأراضي السويدية المفقودة، وسيقوم في مارس 1380 بإصدار رسائل للتحضير للحرب ضد الألمان في السويد. طلبت الرسائل تجميع أسطول وتجهيزه للمغادرة. على ما يبدو، انتهك الألمان مُعاهدة السلام السابقة وتآمروا لشن حرب ضد «هوكون». ومع ذلك، لا توجد سجلات حالية لأي حرب أو معارك جرت خلال هذه الفترة الزمنية. في وقت ما خلال أواخر الصيف أو أوائل الخريف مات «هوكون» في أوسلو، بالكاد بلغ سن الأربعين. دُفن في كنيسة القديسة مريم في أوسلو. خلفه ابنه كملك للنرويج مع الملكة «مارغريتا» بصفته الوصي على العرش.